# Ферборн (Охајо)
Ферборн (енгл. Fairborn) град је у америчкој савезној држави Охајо.

## Демографија
По попису из 2010. године број становника је 32.352, што је 300 (0,9%) становника више него 2000. године.
| Група             | 2000.          | 2010.          |
| Белци             | 27.646 (86,3%) | 26.978 (83,4%) |
| Афроамериканци    | 2.010 (6,3%)   | 2.507 (7,7%)   |
| Азијати           | 1.064 (3,3%)   | 1.015 (3,1%)   |
| Хиспаноамериканци | 542 (1,7%)     | 778 (2,4%)     |
| Укупно            | 32.052         | 32.352         |